# Tunnel Goldberg
Der Tunnel Goldberg ist ein Eisenbahn-Tunnel der Schnellfahrstrecke Nürnberg–Erfurt von 1163 m Länge (Streckenkilometer 133,180 bis 134,343) südlich von Goldisthal.
Die Entwurfsgeschwindigkeit der zweigleisigen Röhre liegt bei 300 km/h. Eine befahrbare Feste Fahrbahn ist vorhanden.

## Verlauf
Der einröhrige Eisenbahntunnel schließt sich im Süden direkt an die 55 m lange Saubachbrücke an, welche wiederum 65 m nach dem Nordportal des Tunnels Bleßberg beginnt. Das Nordportal befindet sich bei Km 134,343 (Koordinaten:50° 30′ 34″ N, 10° 59′ 37″ O), 50 m nördlich davon beginnt die 215 m lange Grubentalbrücke.
Die Gradiente steigt im Tunnel zum Nordportal mit 6,67 Promille hin durchgehend an.
Ein Notausgang bei Streckenkilometer 134,119 führt über einen 245,5 m langen, westlich der Hauptröhre liegenden, begehbaren Parallelstollen zum Nordportal, wo sich auch eine Wetterstation befindet.

## Geschichte

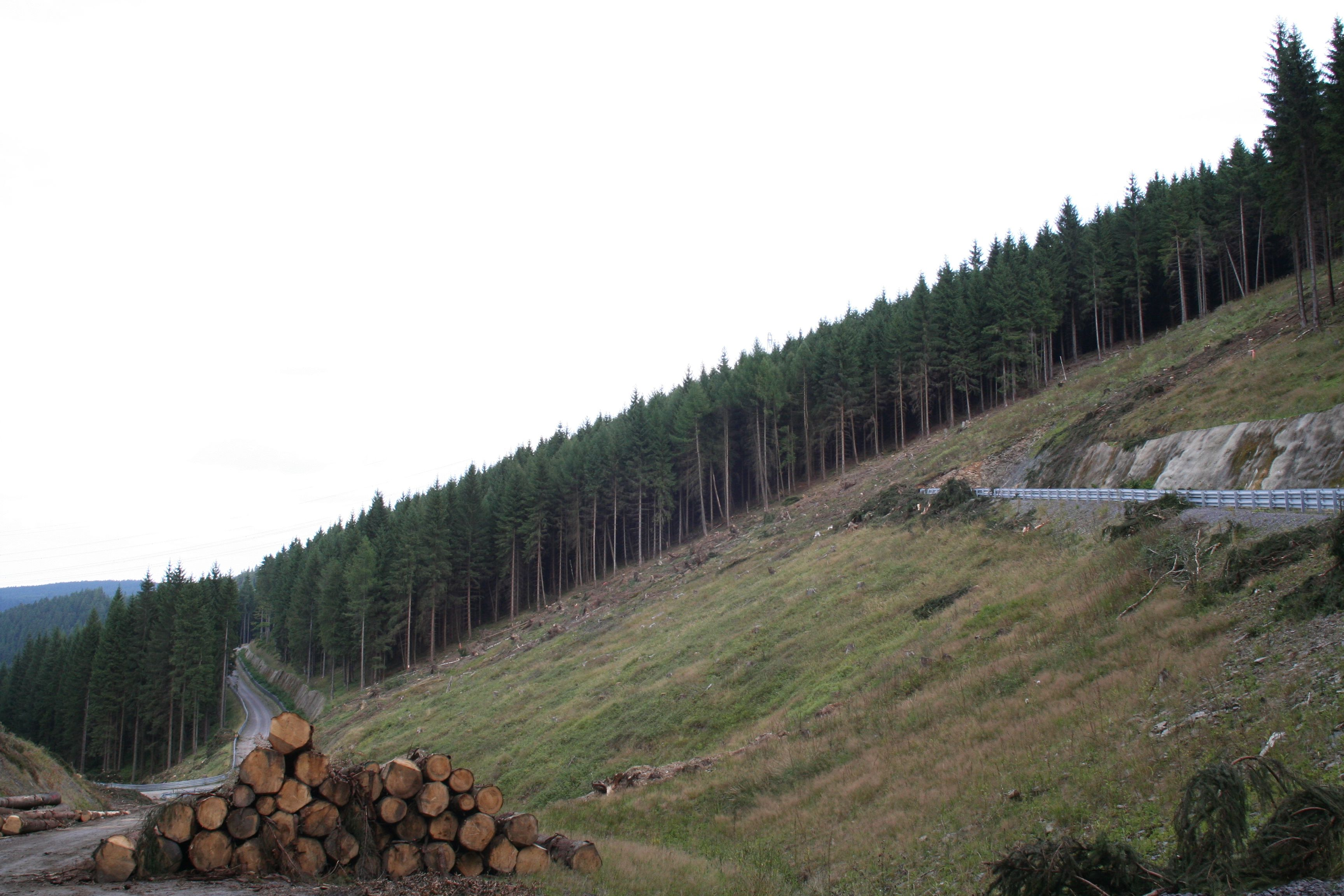
Grubental mit Nordportal im August 2008, nach Hangabholzung

Der Tunnel Goldberg war Teil des dritten Bauloses des Tunnels Bleßberg, das neben dem 1163 m langen Tunnel Goldberg auch zwei Talbrücken sowie den 3671 m langen Nordabschnitt des Tunnels Bleßberg umfasste. Nach der Fertigstellung des Tunnelrohbaus diente dieser zusammen mit der Saubachbrücke als Zufahrt für die Bauarbeiten am Nordportal des Bleßbergtunnels.
Für den Bau des dritten Bauloses wurden 1,3 Millionen Kubikmeter Fels aus dem Berg gesprengt und wobei beim Tunnel Goldberg insgesamt 40 Mio. Euro investiert wurden. Die Vortriebsarbeiten begannen am 4. Dezember 2008, der Durchschlag erfolgte am 8. Juli 2009. Die Tunnelpatenschaft übernahm die Thüringer Landtagsabgeordnete Beate Meißner. Der Tunnel wurde in der Bauphase daher auch Beatetunnel genannt. Die Herstellung der inneren Tunnelschale erfolgte erst ab Herbst 2012 von Süd nach Nord, da der Tunnel zum Abtransport des Ausbruchmaterials und Antransport des Betons beim Tunnel Bleßberg genutzt wurde.
Der nördliche Rettungsplatz des Tunnels musste nachträglich vergrößert werden. Dafür wurden der Hang gesichert und Stützwände errichtet.
Am 28. Februar 2019 entschied das Bundesverwaltungsgericht über eine Klage des Landes Thüringen und des Landkreises Sonneberg zur Größe verschiedener Rettungsplätze an der Strecke. Bei einem Rettungsplatz des Bleßbergtunnels gab das Gericht den Klägern Recht, u. a. in Bezug auf den Tunnel Goldberg wurde die Klage dagegen abgewiesen.